# 市川團之助 (6代目)
六代目 市川 團之助（いちかわ だんのすけ、1876年（明治9年）7月1日 - 1963年（昭和38年）9月27日）は、歌舞伎役者。本名は羽田 容造（はた ようぞう）。俳名に三紅。屋号は三河屋。
京都四条の芝居茶屋の子に生まれる。1883年（明治16年）、初代實川延若の門人片岡芦鴈の養子となり、芝居の世界に入る。同年京都北座が初舞台。片岡芦丸の名で「三十三間堂」のみどり丸を演じる。1886年（明治19年）養父とともに上京。鳥越中村座に出演後、1887年（明治20年）親子とも初代市川左團次門下に入り市川若松と改名。その後、九代目市川團十郎に認められ、門人になり市川升三郎として1897年（明治30年）歌舞伎座に出演する。
のち七代目市川團蔵門人として活躍、1915年（大正4年）11月新富座で六代目市川團之助を襲名し名題となる。以後は小芝居、旅回りを経て、初代中村吉右衛門一座に所属、脇役として戦後も長く活躍する。1960年（昭和35年）、歌舞伎界の最長老として重要無形文化財保持者（人間国宝）に認定。
1962年には十一代目市川團十郎襲名が歌舞伎座で行われた際、九代目門下唯一の生き残りとして『口上』に列席、舞台生涯80年の表彰を受けた。1963年9月27日、急性肺炎のため大阪赤十字病院で死去、87歳没。
多少あくがつよい嫌いはあったが、上方仕込みのこってりした芸風に、小芝居の豊富な経験を生かし、『恋飛脚大和往来』（封印切）の八右衛門、『壺坂霊験記』（壺坂）の沢市、『奥州安達原』（安達原）の安倍貞任、『桂川連理柵・帯屋』のおとせ、「女団七」の義平次婆おとら、など、立役から老役、悪役など様々な役をこなす器用さを併せ持っていた。とくに八右衛門は、彼の持つ上方風の色彩が効果的に現れた当り役で、初代吉右衛門の忠兵衛に引けを取らぬほどであった。また、おとせやおとらなど嫌味な老女形の味も傑出していた。
十一代目市川團十郎襲名の際、インタビューに答え「團之助という立派な名を貰いながら大した役者になれなかったのを申しわけないと思っていたのに、これで少しは先祖の團之助に顔向けができた」と喜んだ。